# آرتور دکابوتر
آرتور دکابوتر (اسپانیایی: Arthur Decabooter‎; ۳ اکتبر ۱۹۳۶ – ۲۶ مهٔ ۲۰۱۲) دوچرخه‌سوار اهل بلژیک بود.